# Habay-la-Neuve
Habay-la-Neuve (en gaumais : Hâbâ-la-niëf / Habâ-la-Nûve, en luxembourgeois : Nei-Habech, en allemand Neu-Habich) est une section de la commune belge de Habay située en Région wallonne dans la province de Luxembourg.

## Géographie
Le village est traversé par la route nationale 40 reliant Arlon et Mons, ainsi que par la route nationale 87 reliant la frontière française à Lamorteau et Parette (Attert), près de la frontière luxembourgeoise.

## Histoire

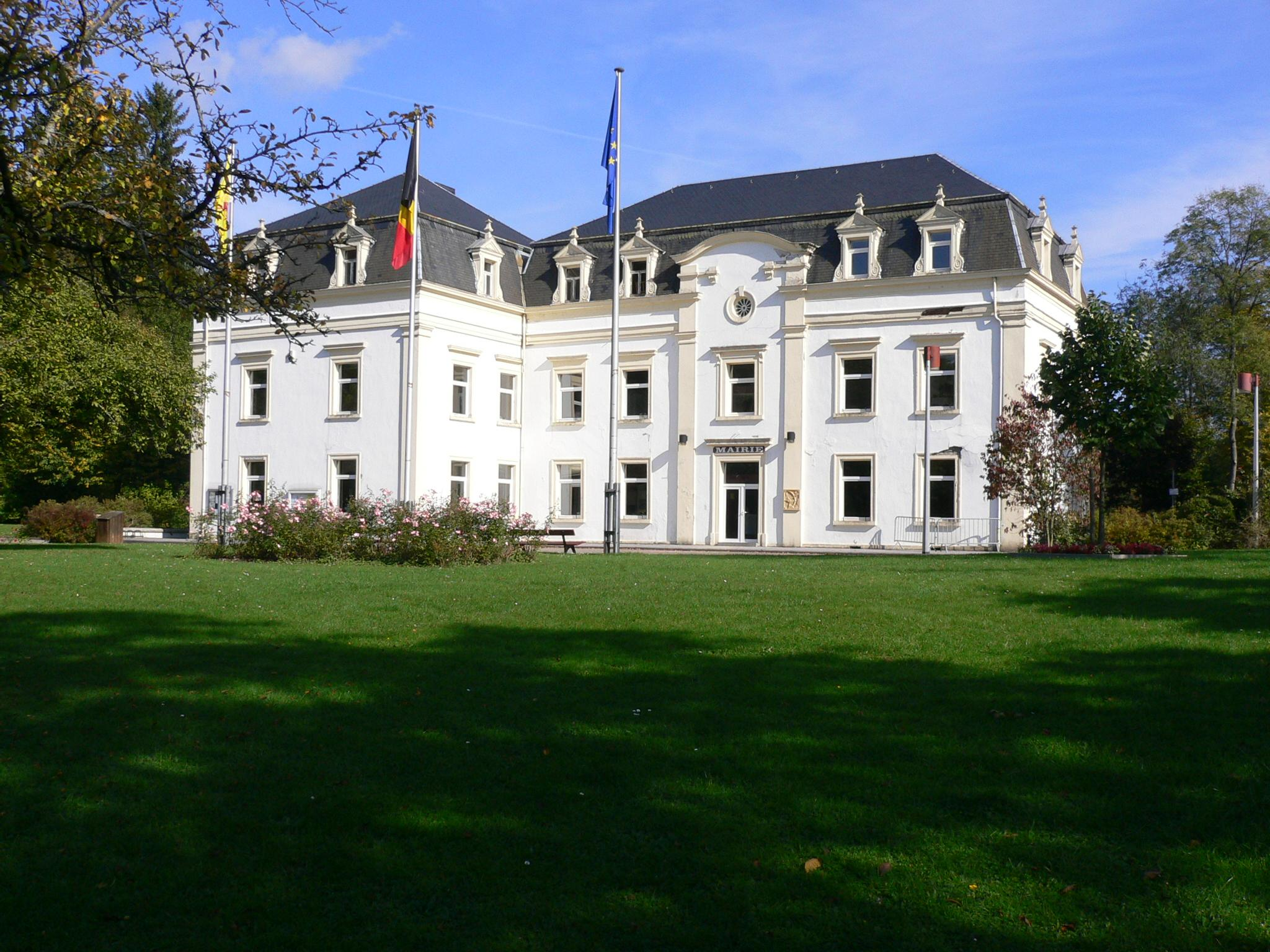
La mairie d'Habay.

Les premières traces de l'occupation humaine à Habay-la-Neuve remontent aux IIe – IIIe siècle. Une villa gallo-romaine non encore étudiée se trouve au Châtelet.
Au Moyen Âge, il existait deux châteaux forts, situés au-dessus de l'actuel étang de Bologne (dont le nom provient d'Otto de Boulonia, premier seigneur des lieux) et au-dessus de l'actuel Châtelet.
L'histoire du village est caractérisée par les forges préindustrielles qui ont existé du XVIe au XIXe siècle.
Le village est apparu dès le XVIe siècle autour des forges, la première étant celle située sur l'étang de Bologne, les suivantes se sont créées au Pont d'Oye, au Châtelet et à la Trapperie (Habay-la-Vieille). À chaque création d'une usine, un étang devait être creusé afin de pouvoir profiter de la force hydraulique pour les soufflets, etc.
Pour travailler dans ces nouvelles usines, les ouvriers ont construit leurs maisons entre Bologne et le Chatelet ; ainsi ils ont progressivement créé le village. Ces habitants venant principalement de Gaume, ont continué à utiliser le patois gaumais, ce qui place ce village en Gaume, bien que la majorité de la superficie de la commune d'avant la fusion se situe dans la forêt d'Anlier, en Ardenne.
La découverte du charbon a rendu inutile le charbon de bois et donc les sites des forges situés en lisières nord et sud de l'Ardenne ont progressivement cessé leurs activités sidérurgiques, qui se sont déplacées soit sur les mines de charbon (Charleroi par exemple) ou sur les mines de fer (Longwy par exemple).
À la fin du XIXe siècle, certaines usines d'Habay-la-Neuve ont été reconverties (fabrique de papier à partir de tissu…).
Les barrages hydrauliques ont un temps été utilisés pour la fabrication d'électricité.
Puis le calme de la forêt est revenu sur des sites fortement transformés par la présence des lacs industriels.
A l'occasion de la fusion des communes de Belgique de 1977, Habay-la-Neuve fusionne avec Anlier, Habay-la-Vieille, Hachy, Houdemont et Rulles pour former la nouvelle commune d'Habay.
Le complexe sportif du pachis (en patois : pachî) est inauguré en 1983.